# Medicinsk åldersbedömning

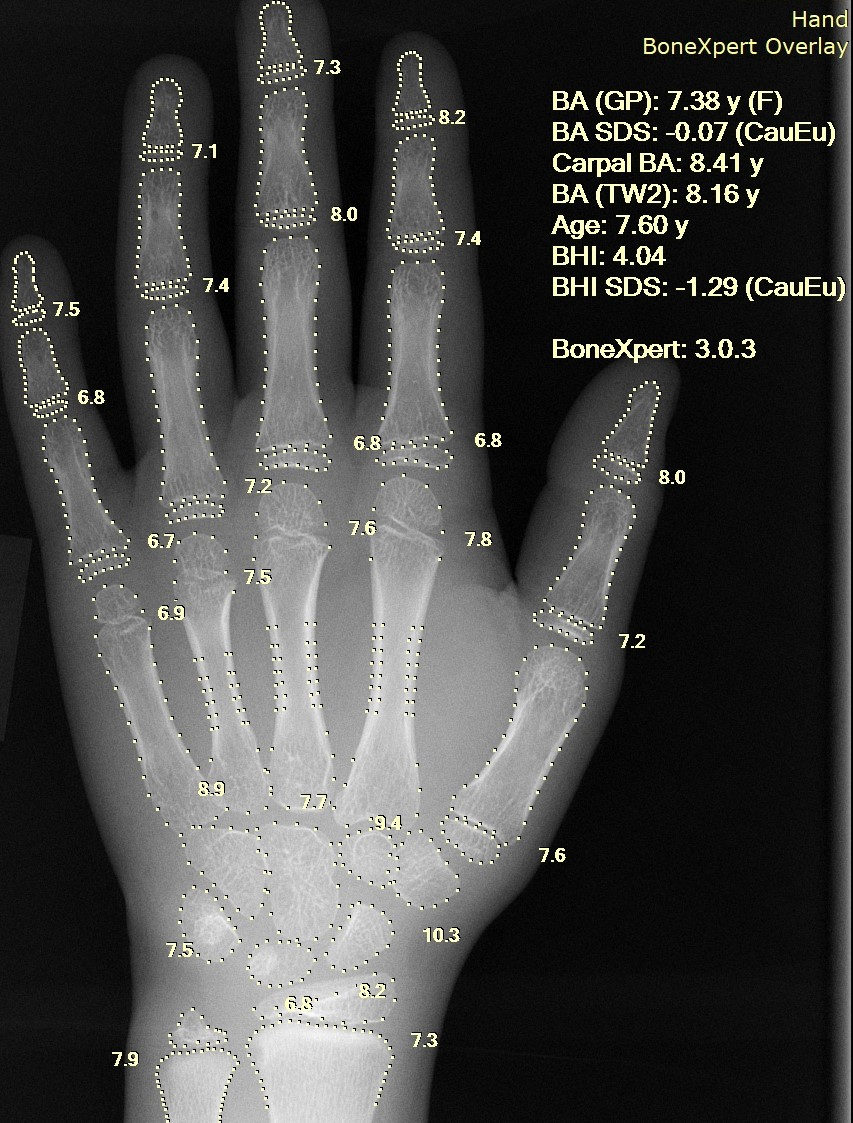
Röntgenundersökning av hand, med automatisk beräkning av skelettålder genom mjukvara.

En medicinsk åldersbedömning handlar om att bedöma en individs ålder kronologiskt eller utifrån specifika åldersgränser. Medicinsk åldersbedömning används bland annat inom idrott, för adopterade barn, i brottmål och för barn utan vårdnadshavare (BUV, "ensamkommande").   
Det finns ingen internationellt erkänd metod för medicinsk åldersbedömning. De metoder som används grundar sig på röntgen- och magnetkameraundersökningar (MR) av olika leder, röntgenundersökning av visdomständer, fysisk läkarundersökning och psykosocial bedömning av läkare eller specialutbildad personal. Det gemensamma för metoderna är deras osäkerhet när det gäller att bestämma kronologisk ålder. 

## Ensamkommande barn och ungdomar enligt FN och EU

### FN
Enligt FN:s barnkonvention är personer under 18 år att betrakta som barn, och därmed berättigade till särskilda åtgärder och omsorg i samhället. Det kan gälla tillgång till hälso- och sjukvård, god man eller annan vårdnadshavare, skolgång liksom nedsättning av straffsats vid kriminalitet.
Ensamkommande barn är barn utan vårdnadshavare (BUV) som söker eller fått asyl. 
UNHCR har fått FN:s mandat att hantera flyktingfrågor. I ett domstolsärende från Litauens överdomstol 2014 betonar man att principen om barnets bästa även gäller asylsökande barn. Åldersbedömning ska enbart användas när uppgiven ålder ifrågasätts. Även en medicinsk åldersbedömning utgör endast en uppskattning av åldern då felmarginalen är stor. Åldersbedömning får aldrig användas rutinmässigt. Detta är speciellt viktigt då medicinska metoder används. 
UNCRC, FN:s kommitté för barnens rättigheter, fastställde i en dom 2019 att den som uppger sig vara minderårig ska behandlas som ett barn tills åldersbedömning är genomförd.

### Europeiska institutioner
UNHCR:s principer är inbakade i Europeiska kommissionens direktiv om asylprocedurer.
Europeiska unionens asylbyrå (EASO) har gett ut anvisningar. Åldersbedömningar får inte användas för att definiera 14-årsgränsen för fingeravtryck. Tvivelsmålets fördel ska användas generöst. Åldersbedömning ska bara användas när det finns starka och dokumenterade tvivel huruvida det är ett barn eller ej. I första hand ska tillgängliga bevis granskas. Därefter används icke-medicinska som intervju och psykologisk bedömning. Icke-radiologisk medicinsk teknik (MR) kommer före röntgenmetoder .  En multidisciplinär och holistisk process rekommenderas. Angivandet av felmarginaler är viktigt, och felmarginalens lägsta ålder är den ålder som ska gälla. 
Europarådet har konstaterar i en rapport att politik, procedurer och praxis i medlemsstaterna är fragmentiserat och kan ha sin grund snarare i statens intresse än i barnets. En åldersbedömning ska bara göras om det är i barnets intresse. Vikten av att inte bedöma barn som vuxna betonas. Unga vuxna ska få det stöd de behöver.

## Ensamkommande barn och ungdomar i Sverige

### Asylsökande
När en person söker asyl i Sverige och uppger en ålder under 18 år men saknar dokument som styrker personens ålder görs en åldersbedömning av Migrationsverkets handläggare. Det har riktats stark kritik mot de metoder som används för att bedöma en individs ålder. Våren 2017 började Rättsmedicinalverket (RMV) använda en ny metod med MR-undersökning av knäleden och röntgen av visdomständerna. Efter omfattande kritik, bland annat grundad på nya studier, har regeringen 2019 beslutat att tillsätta en oberoende granskningskommission.
Svensk lagstiftning använder kronologisk ålder, inte personens mognad, för att skilja mellan barn och vuxen. Myndighetsåldern i Sverige är 18 år. Detta gäller även asylsökande.
Asylsökande under 18 år, utan vårdnadshavare, har vissa rättigheter under asylprocessen, t.ex. rätt till god man, skolgång och boende med stöd.  Asylansökningar från ensamkommande barn ska prövas i det land barnet befinner sig och inte i det land barnet först kom till (Dublinförordningen).
Att en asylsökande gjort sin underårighet sannolik innebär, i motsats till vad som gäller för födelsetiden, inte alltid att hon eller han även gjort sin födelsetid sannolik, men prövningen ska ske med beaktande av den särreglering som gäller för barn, en barnkonsekvensanalys ska genomföras och barnspecifik landinformation ska beaktas. Underårighet kan också vara direkt kopplat till skyddsskälen. Att underårigheten gjorts sannolik är då också en förutsättning för att uppehållstillstånd på grund av barnspecifika skyddsskäl ska kunna beviljas. Den som bedöms vara underårig måste vid utvisning ha ett "ordnat mottagande", dvs. någon släkting som möter, bokad plats på barnhem eller liknande. Det är Migrationsverkets skyldighet att kontrollera att ett ordnat mottagande finns.
I april 2016 aviserade Migrationsverket en ny praxis som innebar att ensamkommande barn över ca 15 år som inte kan bevisa ett personligt skyddsbehov men som saknar ordnat mottagande i hemlandet skulle få tidsbegränsade tillstånd till 18-årsdagen istället för permanenta tillstånd. Principen utvecklades i ett rättsligt ställningstagande juli 2016, strax efter att den tillfälliga lagen om begränsningar i asylrätten trätt i kraft.
Åldersgränsen 18 år bestämmer också andra åldrar. Åldern reglerar bland annat rätten att börja skolan, att börja läsa på gymnasiet, att få uppehållstillstånd enligt gamla eller nya gymnasielagen, att få försörjningsstöd från socialtjänst och vilken sjukvård man kan få.

### Ålder som identitet
Det finns ingen legal definition av begreppet identitet i svensk lagstiftning, men enligt förarbeten och praxis består identiteten av namn, födelsetid/ålder och, som huvudregel, medborgarskap. Åldern/födelsetiden utgörs av en persons födelseuppgifter, alltså år, månad och dag för personens födelse.
Åldersbedömningen i själva asylärendet ses som en del av identitetskontrollen. Om den ålder som en ung person har uppgett inte godtas, kan det sätta ned trovärdigheten och bidra till att asylberättelsen inte blir trodd.
Regeringen har i en lagrådsremiss gått igenom vad som gäller för åldersbedömning. Utgångspunkten vid en bedömning av om en sökande är vuxen eller underårig är att bedömningen görs i samband med att beslut fattas i asylärendet eftersom beslutsunderlaget kan förändras under ärendets gång. Fram till dess bör den ålder som sökanden uppgett vid ansökningstillfället godtas om det inte är alldeles uppenbart att uppgiften är felaktig, det vill säga att det är tydligt för var och en att det rör sig om en vuxen, eller att det finns bevisning som tveklöst klarlägger sökandens ålder. I de fallen behöver inget beslut fattas.
Sedan 2017 gäller en ny lag om tillfälliga beslut om ålder i väntan på beslut om asyl för dem som ansökt om asyl efter 31 januari 2017. Det tillfälliga beslutet ska gälla omedelbart och ett slutligt ställningstagande görs i samband med det slutliga beslutet i ärendet om uppehållstillstånd.  Syftet är att undvika att vuxna asylsökande placeras på boenden för barn och att resurser som är avsedda för barn kommer barn till godo. Man räknar med att statens kostnader för mottagande av ensamkommande barn minskar.
Migrationsverket har att erbjuda den asylsökande en medicinsk åldersbedömning med RMV:s metoder. Det är det offentliga biträdet som sedan ska begära detta. Om den asylsökande tackar nej till åldersbedömningen anses att hen inte gjort sin underårighet sannolikhet och hen kommer då att skrivas upp till 18 år.

## Metoder för medicinska åldersbedömningar internationellt
Under barn- och ungdomsåren utvecklas både tänder och skelett. Längdtillväxten sker i s.k. tillväxtzoner i de långa rörbenens ändar (epifyser). Med röntgenmetoder kan man följa tandanlagens utveckling mot mogna tänder och skelettets mognadsutveckling. När tillväxtzonerna sluts under eller efter puberteten kan ingen ytterligare längdtillväxt ske. Visdomständerna brukar bryta fram i övre tonåren. Dock saknas anlag ibland.
Enligt en rapport från EASO använder EU-länderna följande metoder, med de vanligaste först: granskning av dokument, röntgen av hand/handled, intervjuer, röntgenundersökning av tänder, röntgen av nyckelben, undersökning av tänder, fysiskt utseende, sexualorganens mognad, utvecklingsbedömning av barnläkare, åldersbedömning av socialarbetare, psykologiska tester, röntgen av bäckenet, höger axel eller ryggrad/halskotor samt DNA-test. De flesta länder kombinerar minst tre olika metoder. Rapporten poängterar att största hänsynen ska tas till barnets bästa, och att åldersbedömning bara får göras när uppgiven ålder betvivlas. Åldersbedömning ska grundas på en multidisciplinär helhetsbedömning.  
Statens beredning för medicinsk och social utvärdering (SBU) företog 2016 en genomsökning av den vetenskapliga litteraturen om icke-radiologiska metoder för åldersbestämning utan att identifiera några relevanta studier.
AGFAD är ett expertnätverk med 130 anslutna forskare som under 16 år har utvecklat riktlinjer för medicinsk åldersbestämning. Man förordar en modell byggd på tandundersökning, handledsröntgen och datortomografi (DT) av nyckelben. 
Magnetkameraundersökning av handled för åldersbedömning har använts i sportsammanhang sedan början av 2000-talet. Medicinskt ansvarig på FIFA anser att metoden med 99 % säkerhet kan säga om en spelare är under 17 år. För åldersgränsen 20 år används MR nyckelben.
Rättsmedicinalverket (RMV) gjorde studiebesök i fem länder. I Danmark görs kroppsundersökning, röntgen visdomständer och röntgen handled. I bedömningen anges ett intervall mellan den yngsta och den äldsta åldern. I Finland används röntgen av visdomständer och handled. Resultatet anges som ett åldersintervall på plus/minus två år. I Norge röntgas tänder, hand och handled. En barnläkare gör den samlade bedömningen. I Nederländerna röntgas handled och vid sluten tillväxtzon även nyckelbenet, som sluter sig tidigast vid 20 års ålder. 
I Tyskland finns ingen nationell metod. De metoder som kan användas är en kvalificerad barnläkarundersökning, tandundersökning och röntgen av hand och nyckelben. En läkare tar därefter ställning till medicinsk ålder.
Storbritannien använder sig av psykosociala utvärderingsmetoder som utförs av socialsekreterare. Vid överklagande kan man ta in en medicinsk åldersbedömning med röntgen av tänder, hand och handled, men osäkerheten i dessa metoder betonas. Hovrätten har i maj 2019 beslutat att inrikesministeriets policy för åldersbedömning är olaglig och måste skrivas om.
Norge använder röntgen visdomständer och hand. Metoden kombinerar resultaten från de två undersökningarna och utsätter dem för statistisk modellering. Resultatet blir en uppskattning av åldersspannet. 

## Medicinska åldersbedömningar i Sverige

### Tidigare metoder
Sedan början av 2000-talet har Migrationsverket använt sig av röntgenundersökningar av visdomständer och/eller handled för att bedöma asylsökandes ålder. Socialstyrelsen tog 2008 ställning mot användande av dessa metoder för åldersbedömning i tonåren, på grund av metodernas breda felmarginaler. Efter påtryckningar från regeringen utarbetade Socialstyrelsen ett nytt ställningstagande som publicerades i juni 2012. Där rekommenderade man en medicinsk åldersbedömning baserad på en barnläkarundersökning och röntgen av handled och visdomständer. Något nytt vetenskapligt underlag presenterades inte.
Under 2014 och 2015 blev de medicinska åldersbedömningarna allt svårare att genomföra. Migrationsverket hade svårt att hitta sjukhus som var villiga att göra undersökningen. Handläggarna upplevde svårigheter att göra rättssäkra åldersbedömningar.
Migrationsöverdomstolens dom från den 11 februari 2014 (MIG 2014:1) förenklade förfarandet. Domstolen konstaterade att den asylsökande har bevisbördan för att göra sin uppgivna ålder sannolik, att han eller hon kan erbjudas möjligheten att använda en läkarundersökning som ett bevismedel för att uppfylla sin bevisbörda, och att det inte finns någon skyldighet för Migrationsverket att erbjuda en läkarundersökning, endast en skyldighet att informera om möjligheten att genomgå en sådan.

#### Kritik
De medicinska åldersbedömningarna har utsatts för stark kritik. Svenska Barnläkarföreningen (BLF) vidhöll att röntgenundersökningar av handled och visdomständer inte möter de krav som man har rätt att ställa på en metod för att bedöma ålder hos asylsökande ungdomar. Professor Gregor Noll ansåg att läkare borde sluta med medicinska åldersbedömningar. Läkare ansåg att åldersbedömningar baserade på psykosociala metoder borde prövas. och att utländsk expertis måste anlitas. Statens medicinsk-etiska råd (SMER) ansåg att medicinska åldersbedömningar inte bör genomföras rutinmässigt.
Under hösten 2016 ökade kritiken. Enligt många forskare är kronologisk ålder och biologisk ålder två olika begrepp och felmarginalen för stor för att metoderna ska kallas vetenskapliga. Migrationsverkets egen kvalitetsanalys visade många brister.

### Socialstyrelsen rapport 2016
I april 2016 publicerades Socialstyrelsens granskning av vetenskapliga studier om medicinska åldersbedömningar. Två experter granskade det vetenskapliga underlaget för bedömning av skelettmognad med MR-teknik med avseende på 18-årsgränsen. Båda konstaterade att tillgängliga studier är få, små och använder olika tekniker och därför inte är jämförbara.  
Rapportens slutsats blev att ”undersökningar av knäleder med magnetkamera har potential att minska risken för att ett barn misstas för en vuxen”. Knät skulle mogna först vid 24 års ålder. Magnetkameraundersökning (MR) av knäts övre del angavs ge en risk att missta ett barn för en vuxen på 3% för pojkar och 7% för flickor. En pilotstudie på barn födda i Sverige föreslogs.
Efter kritik drogs rapporten så småningom tillbaka med uppgift om att den skulle revideras.

#### Kritik
Rapporten kritiserades av rättsodontologen Håkan Mörnstad, som tidigare gjort medicinska åldersbedömningar, och Andreas Schmeling, tysk professor i rättsmedicin och internationell expert på åldersbedömningar. Svenska läkare kritiserade rapporten för att inte rekommendera metoder som används i andra länder och anses väl beprövade. De två professorerna i statistik Johan Bring och Lars Rönnegård konstaterade senare att felaktiga statistiska slutsatser hade dragits.

### Rättsmedicinalverkets nya metod 2017
I maj 2016 gav regeringen Rättsmedicinalverket (RMV) i uppdrag att "med stor skyndsamhet påbörja genomförandet av medicinska åldersbedömningar" på ett rättssäkert sätt. Syftet var i första hand att vuxna asylsökande inte skulle bedömas som minderåriga.
I november 2016 presenterade RMV sin nya metod med resultaten i Socialstyrelsens rapport som grund. Den bygger på en sammantagen bedömning av röntgenundersökning av visdomständer och MR av lårbenets nedre del och utförs av anonyma läkare och tandläkare. Resultaten förs in i en matris framtagen av RMV. En rättsläkare kryssar i sannolikhet i förhållande till 18-årsgränsen i färdigställt formulär. Graden av säkerhet i utlåtandet, det vill säga hur pass sannolikt det är att den undersökta är under eller över 18 år, beskrivs i ord genom olika steg på en sannolikhetsskala. Om minst en av knäled eller visdomstand "har uppnått slutstadium" blir slutsatsen "Resultatet av utförd undersökning talar för att den undersökta är 18 år eller äldre". Om ingen av knäled eller visdomstand uppnått slutstadium anges "Resultatet av utförd undersökning talar möjligen för att den undersökta är under 18 år". RMV kommunicerar säkerheten utifrån populationsnivå vilket antogs ge ett neutralt antagande om åldersdistributionen på de som genomgår undersökningen.
Enligt RMV:s beräkningar skulle 94 procent av alla barn med kronologisk ålder nära 18 år klassificeras korrekt som barn med MR, medan 72 % de med ålder mellan 18 och 21 år skulle komma att bedömas som vuxna.
När metoden började användas våren 2017 visade det sig att merparten av de undersökta bedömdes som över 18 år. Detta väckte uppmärksamhet, då det gällde även vissa som uppenbart var under 18 år.
Second opinion av MR-bilder har gjorts av Volker Vieth och Christan Ottow, några av experterna bakom de vetenskapliga artiklar som Rättsmedicinalverket stödjer sin metod för medicinska åldersbedömningar på. Av 137 fall, där RMV bedömt knäleden som fullmogen, kom forskarna till motsatt resultat i 75 fall. RMV granskade 24 av fallen och ändrade bedömningen i 11 av dem. Enligt en vetenskaplig studie, baserad på åldersbedömningar av 9 600 ungdomar, kan upp till en tredjedel vara felklassade som vuxna.
En studie av Christian Ottow m.fl lades fram 2017. Av ungdomar 12-24 år hade 25 av 29 stycken 17-åriga flickor ett färdigutvecklat knä. Detta föranledde RMV att ändra sina utlåtanden om undersökta flickors ålder. Av de 26 undersökta 17-åriga pojkarna hade fem (19 %) ett moget knä.
En annan studie av professor Ingemar Axelsson tyder på att ungdomar som lever med kronisk stress får en tidigare pubertet och därmed tidigare slutna tillväxtzoner. Detta verifieras i en metaanalys.
Socialstyrelsen fick regeringens uppdrag att undersöka svenska barn med känt födelsedatum. Här konstateras att om tillväxtzonerna i handled och/eller knäled är slutna så är pojken 15 år eller äldre och flickan 14 år eller äldre. Vid 18 års ålder hade 60 % av de undersökta pojkarna slutna hand- och knäleder. Slutsatsen enligt studien är att "det finns förutsättningar att använda MR som stöd för medicinsk åldersbedömning när det gäller pojkar/män". Specialisten i rättsmedicin medicine doktor Fredrik Tamsen tolkar rapporten som att betydligt fler mognar i knät före 18 års ålder än vad Socialstyrelsen och RMV trodde från början.
Vintern 2017-2018 genomförde RMV en kvalitetsgranskning där två specialister i barnradiologi granskade MR-bilder. I 187 av 209 ärenden var de sakkunniga och de upphandlade radiologerna eniga i sina bedömningar.
RMV hänvisar på sin hemsida till en odaterad sammanställning av kunskapsläget. Här framhävs vikten av att det är två oberoende läkare som bedömer MR-bilderna av knät respektive röntgenbilderna av visdomständerna. 

#### Kritik
Den nya metoden som introducerats våren 2017 visade sig ge andra resultat än de förväntade. Den möttes med kritik, bland annat i en artikelserie i Svenska Dagbladet, i Läkartidningen och av rättsläkare, professorer i rättsmedicin och andra läkare. Granskningar i media fortsatte hösten 2018.
Även Socialstyrelsens nya rapport ifrågasattes.
Europarådets kommissionär för mänskliga rättigheter har riktat kritik mot de medicinska åldersbedömningarna av asylsökande i Sverige. Man poängterar bland annat att ett statistiskt medelvärde inte kan vara grund för en individuell bedömning. UNHCR lämnade delvis kritiska synpunkter på lagförslaget om åldersbedömning tidigt i asylprocessen. Även Unicef har framfört kritik.
Hösten 2018 krävde Svenska Läkaresällskapet en oberoende granskning av de medicinska åldersbedömningarna. Svenska Barnläkarföreningen liksom Asylrättscentrum (f.d. Rådgivningsbyrån, med Svenska Kyrkan som huvudman) ställde sig bakom SMER:s skrivelse. Sex rättsläkare som varnat för osäkerheten i de medicinska åldersbedömningarna tilldelades föreningen Sjukhusläkarnas visslarpris 2019, och en av dem (Fredrik Tamsen) fick senare samma år Svenska läkaresällskapets Hippokratespris.
I maj 2019 lämnade Civil Rights Defenders tillsammans med Asylrättscentrum in en anmälan till Justitiekanslern (JK) för bristfällig bedömning av en minderårig pojkes ålder. I juni 2020 meddelade JK att någon människorättskränkning inte ägt rum.
RMV försvarade metoden. Elias Palm, avdelningschef vid Rättsmedicinalverket, samt den nya generaldirektören Lars Werkström lämnar slutligen otydliga och delvis motsägande uppgifter. På hemsidan läggs en förklaring ut. I yttrandet angående SMER:s skrivelse anger RMV att risken för felbedömning inte påverkas av de nya kunskaperna. Elias Palm använder i ett bemötande av Fredrik Tamsen en bild som inte tillfredsställande förklaras i texten. RMV anser att man kommunicerat metodens osäkerhet till Migrationsverket.
Beträffande den odaterade sammanfattningen från RMV gör statistikerna Johan Bring och Lars Rönnegård bedömningen att diagrammet stämmer med deras egna beräkningar, även om de inte förstår hur man gjort beräkningarna. "Vid 18 års ålder har ca 25 % moget knä. Skulle man testa en population av pojkar i åldern 16-17 år så skulle ca 10 % ha moget knä." 
Under 2020 tas diskussionen åter upp i Läkartidningen , i Svenska Dagbladet och i Dagens Juridik.

#### Statistik
Sammanlagt under 2017 och 2018 genomfördes medicinska åldersbedömningar av 10 366 asylsökande av manligt kön och 503 av kvinnligt kön.
Tabellen visar procentuell fördelning av de utlåtanden som skickades till Migrationsverket gällande asylsökande ungdomar av manligt kön under åren 2017 och 2018. Antalet flickor och antalet undersökta 2019 var för litet för att kunna använda statistiskt.
Utlåtandena löd "Resultatet talar för att den undersökte är 18 år eller äldre" respektive "Resultatet av utförd undersökning talar möjligen för att den undersökta är under 18 år".
| Årtal             | 2017 | 2018 |  |
| ----------------- | ---- | ---- |  |
| "talar för äldre" | 84 % | 74 % |  |
| "talar för under" | 15 % | 25 % |  |
|                   |      |      |  |

#### Rättsmedicinsk verksamhet och patientsäkerhet
Rättsmedicinsk verksamhet står inte under någon tillsyn då den ej räknas som sjukvård. De undersökta ungdomarna räknas inte som "patienter". Det finns inga krav på journalföring eller namngivna läkare, och det finns ingen klagoinstans.
Justitiekanslern har påpekat att det finns ett starkt behov av att kunna kvalitetssäkra sakkunnigutlåtanden från RMV.
Professorerna i rättsmedicin har lyft fram behovet av vetenskaplig kompetens i RMV:s ledning.

### Migrationsverkets åldersutredningar
Okulär besiktning
Okulär besiktning, dvs. att bedöma en persons ålder genom att titta på personen, har använts vid ankomstregistrering men även senare i asylprocessen. År 2015 gavs andra instanser än Migrationsverket möjlighet att ändra Migrationsverkets bedömning i syfte att undvika att vuxna placerades med barn i hvb-hem. Endast ett fåtal kommuner använde denna möjlighet, i ett fåtal fall.

#### Lagstiftning och rättsliga ställningstaganden
Migrationsverkets skyldigheter beskrivs i lagen om åldersbedömning tidigt i processen från 2017. Migrationsverket har en allmän utredningsskyldighet. I ärenden som rör asyl, särskilt när det gäller barn, har Migrationsverket ett större utredningsansvar som gäller under hela asylförfarandet. Även de asylsökande som senare bedöms vara vuxna behandlas som barn under asylprocessen och får del av de rättigheter och förmåner som ska tillkomma barn. En medicinsk åldersbedömning är endast ett av flera bevismedel som den enskilde kan använda sig av. I samtliga fall måste en samlad bedömning göras av vad som har kommit fram i ärendet.
I det rättsliga ställningstagandet från 2018 skriver Migrationsverket "att bedöma vem som är vuxen och vem som är barn är viktigt för att kunna avgöra om särskild lagstiftning gällande barn ska tillämpas. Åldersbedömning är av vikt när det gäller att skapa förutsättningar för en god boendemiljö för barn, för att förbättra förutsättningarna att motverka människohandel och barnäktenskap samt för att tillse att samhällets resurser som avsatts för barn inte felaktigt går till vuxna asylsökande".
Det är den sökande som ska bevisa sin ålder och/eller underårighet genom att göra den i vart fall sannolik. Åtgärden att erbjuda en medicinsk åldersbedömning ska föregås av muntlig handläggning och en samlad bedömning ska göras i varje enskilt ärende. En individuell bedömning av varje sökandes underårighet ska göras innan en medicinsk åldersbedömning erbjuds. I de fall bevisningen inte räcker till den sökande informeras och få information om vilken typ av bevisning som skulle kunna räcka till. Varje bevis ska värderas för sig med motivering till den bedömning som görs, för att sedan ingå i den sammantagna bedömningen. Uppgifter som lämnats muntligen kan tjäna som komplement till den skriftliga bevisningen. En medicinsk åldersbedömning ska värderas på motsvarande sätt som övrig bevisning.
Migrationsverket ska inte värdera de vetenskapliga metoder som ligger till grund för de rättsmedicinska utlåtandena. Däremot är bevisvärdering Migrationsverkets ansvar. Enligt Migrationsöverdomstolen (MIG 2007:37) ska principen om tvivelsmålets fördel bara tillämpas när all tillgänglig bevisning har inhämtats och det inte finns skäl att betvivla den sökandes allmänna trovärdighet.
I ärenden rörande personer som uppgett sig vara barn utan vårdnadshavare men där Migrationsverket i samband med asylbeslutet skriver upp personens ålder till vuxen ska ärendet bedömas på samma sätt som om personen uppgett vuxen ålder vid ansökningsdatumet.
I det rättsliga ställningstagandet 2018 används begreppet "medicinsk åldersbedömning" enbart för utlåtandena från RMV. En sökande som har gjort sin födelsetid sannolik har gjort ett specifikt födelsedatum sannolikt, samt sin underårighet om den sökande är barn. En sökande som inte gör sin födelsetid sannolik kan ändå göra sannolikt att hon eller han är underårig.
I oktober 2018 gjordes förändringar i Migrationsverkets styrdokument. Uppgiften "Den nedre tillväxtzonen i lårbenet mognar färdigt hos de flesta mellan 22 och 28 års ålder". togs bort utan att ersättas av någon ny uppgift. Tidigare formulering var: "Utifrån populationsnivå är det betydligt mer sannolikt att den undersökta personen är över än under 18 år. Cirka tio procent av barn med en kronologisk ålder nära 18 år, som har en fullmogen tillväxtzon i nedre lårbenet eller visdomstand, kan utifrån dagens kunskapsläge komma att felbedömas. Denna slutsats indikerar att den sökande är över 18 år och ger inte stöd för den sökandes uppgift om att han eller hon är underårig". Efter ändringen finns endast detta kvar: "Denna slutsats ger inte stöd för den sökandes uppgifter om att han eller hon är underårig". I besluten talade man tidigare om att 10 % av de undersökta kunde bli feldömda om knät eller visdomstanden var fullmogen. Nu säger man knät och visdomstanden.
Förändringar har skett vid ett flertal tillfällen i hur resultaten presenteras, i de förklarande texterna och i skalan.

#### Statistik 2016-2019
Under 2017 inkom drygt 11 000 beställningar på medicinska åldersbedömningar från Migrationsverket till RMV. RMV:s prognos för 2018 var 1300-1600 ärenden, men slutsiffran var 574.
2017-2018 skickade RMV 10 871 åldersutlåtanden till Migrationsverket. 3 597 åldersutlåtanden vilade enbart på ett moget knä. I dessa fall har visdomständer antingen saknats eller bedömts som omogna. 685 ungdomar bedömdes som vuxna med omogen eller ej bedömbar knäled. 
Antal åldersuppskrivna barn utan vårdnadshavare, med eller utan medicinsk åldersbedömning som grund, var år 2016 3338 stycken, år 2017 7175 stycken, år 2018 1897 stycken och första halvåret 2019 130 stycken. Åldersuppskrivning med tre eller fyra år har rapporterats, vilket skulle innebära att den mottagande handläggaren skulle ha misstagit att en 13-åring var 16 år.
Av dem som skrivits upp i ålder fick 79 % avslag, jämfört med 64 % av dem som fyllt 18 år.

#### Kritik
Migrationsverkets åldersuppskrivningar innan den nya metoden infördes uppmärksammades av civilsamhället. I januari 2017 gjordes en JO-anmälan. Flyktinggruppernas riksråd (FARR) gjorde en sammanställning med exempel där åldern skrivits upp trots uppenbar underårighet. SVT fann att Migrationsverket bortsåg från intyg från socialsekreterare, god man och familjehem.
De bortser också från psykosociala utvärderingar av läkare eller barnpsykologer. Vid upprepade tillfällen skriver Migrationsverkets handläggare att de inte anser att socialtjänstens bedömningar är tillräckligt vetenskapliga.
Justitieombudsmannens inspektioner hade frågetecken kring hur åldersuppskrivningarna motiverades.
Advokatsamfundet liksom enskilda advokater ifrågasatte personliga ombuds medverkan och upprättade rutiner. Advokat Viktoria Nyström menar att Migrationsverket ska utvärdera rättssäkerheten och den juridiska validiteten av handlingen. Rådgivningsbyrån (numera Asylrättscentrum) påpekade att annan bevisning än RMV:s utlåtande oftast tillmäts inget eller föga bevisvärde.
Professor Johan Bring påpekar att om det, enligt Migrationsverkets rättsliga ställningstagande 2018, är 10 % risk för felbedömning om både visdomstand och knäled är mogna så är risken ännu större om en av dem är omogen.
JK-anmälan våren 2019 omfattar Migrationsverket och migrationsdomstolarna förutom Rättsmedicinalverket. Krav ställdes att åldersbedömningarna skulle stoppas tills den av regeringen utlovade utredningen är klar. Skadeståndsanspråket avslogs av JK med hänvisning till att ingen skada skett då sökanden fått uppehållstillstånd på annan grund.
Den omdiskuterade och kritiserade metoden används fortfarande (januari 2023)

### Domstolarna
Överprövning i domstolarna ska garantera rättssäkerheten, vilket dock ifrågasätts av forskare. Som regel accepterar Migrationsdomstolarna och Migrationsöverdomstolen den bedömning som gjorts av Migrationsverket. Dock har minst två domstolar gått emot Migrationsverkets åldersbedömning. Enligt en studie har ingen överklagan av ett tillfälligt åldersbeslut nått framgång.

### Regering och riksdag
Även riksdagspolitiker har reagerat. Dåvarande moderata riksdagsmannen och läkaren Finn Bengtsson lade hösten 2017 fram en motion om granskning av de medicinska åldersbedömningarna. Motionen behandlades i maj 2018 då den avslogs.
De migrationspolitiska talespersonerna Christina Höj Larsen (V) och Johanna Jönsson (C) ställde i januari 2018 krav att regeringen skulle agera.
I november 2018 lade Maria Ferm (MP) med flera fram en motion med förslag om en extern granskningskommission om medicinska åldersbedömningar av asylsökande.
Socialutskottets betänkande 2018/19:SoU8 mynnade ut i förslag att avslå tre motioner från olika partier. Riksdagen fastställde senare detta.
Statens medicinsk-etiska råd (SMER) krävde i december 2018 att regeringen tillsätter en oberoende granskning.
I maj 2019 bjöd läkaren och riksdagsledamoten Barbro Westerholm (L) tillsammans med Rasmus Ling (MP) in till ett riksdagsseminarium om de medicinska åldersbedömningarna.
I den s.k. januariavtalet 2019 mellan regeringen (Socialdemokraterna och Miljöpartiet) och Centerpartiet och Liberalerna överenskoms om att tillsätta en oberoende utredning. I oktober 2019 var utredningen ännu inte tillsatt, och justitieminister Morgan Johansson KU-anmäldes på grund av detta.

### Granskningskommittén
I juni 2020 tillsatte regeringen en särskild utredare, Maria Eka, chefsrådman i Förvaltningsrätten i Stockholm, för att granska metoden för medicinska åldersbedömningar. Syftet var att stärka grunden för med vilken säkerhet det går att uttala sig om sannolikheten för att personer med okänd ålder är över eller under 18 år med hjälp av Rättsmedicinalverkets tillämpade metod. Utredaren ska granska metoden som Rättsmedicinalverket använder och göra en internationell jämförelse. Slutdatum för denna del av utredningen sattes först till 11 juni 2021, men i april samma år förlängdes tiden till slutet av oktober. Dessutom ska flera forskningsstudier genomföras. Uppdraget ska slutredovisas senast den 31 maj 2024. Kritik har väckts mot sammansättningen av expertgruppen.
Det första delbetänkandet kom hösten 2021. Den vetenskapliga granskningen av RMV:s metod gjordes av SBU (Statens beredning för medicinsk och social utvärdering), som fann att det vetenskapliga underlaget för metoden var allt för svagt. Kommittén ansåg dessutom att det vetenskapliga underlaget skulle ha tagits fram innan metoden började användas, och att de utlåtanden som ges om de undersökta personernas ålder är oklart formulerade.   
I december 2022 fattade regeringen Kristersson beslutet att lägga ned utredningen, vilket mött kritik från bland andra Asylrättscentrum och Mikael Sandlund, tidigare ordförande i Läkaresällskapets delegation för medicinsk etik.